# Eduardo Arana Ysa
Eduardo Melchor Arana Ysa (ur. 18 października 1965 w Limie) – peruwiański prawnik i polityk, w latach 2023–2025 minister sprawiedliwości. Od 14 maja 2025 premier Peru.

## Życiorys
Ukończył studia prawnicze i politologiczne na Uniwersytecie Inków Garcilaso de la Vegi oraz na Narodowym Uniwersytecie Federico Villarreala (UNFV) w Limie. Studiował również na Uniwersytecie Bolońskim. Następnie pracował jako nauczyciel akademicki na UNFV, gdzie prowadził zajęcia z prawa konstytucyjnego i praw człowieka. W latach 2016–2018 i 2021–2022 sprawował funkcję doradcy w komisjach Kongresu. 
Od 6 września 2023 pełnił urząd ministra sprawiedliwości i praw człowieka w gabinetach Alberto Otároli oraz Gustavo Adrianzéna. 14 maja 2025 prezydent Dina Boluarte powołała go na stanowisko premiera Peru.